# Galium schoenbeck-temesyae
Galium schoenbeck-temesyae är en måreväxtart som beskrevs av Friedrich Ehrendorfer. Galium schoenbeck-temesyae ingår i släktet måror, och familjen måreväxter. Inga underarter finns listade i Catalogue of Life.